# Hendley
Hendley – wieś w Stanach Zjednoczonych, w stanie Nebraska, w hrabstwie Furnas.